# Braux-Saint-Remy
Braux-Saint-Remy é uma comuna francesa na região administrativa do Grande Leste, no departamento de Marne. Estende-se por uma área de 9.57 km², e possui 83 habitantes, segundo o censo de 2018, com uma densidade de 8.7 hab/km².